# Beechcraft King Air
Beechcraft King Air – nazwa rodziny dwusilnikowych pasażerskich samolotów produkowanych przez amerykańską firmę Beechcraft. King Air produkowany jest od 1964 r. i jest to najdłużej seryjnie produkowany cywilny samolot. Jest to jedyny ciągle produkowany turbośmigłowy samolot biznesowy (nie licząc Piaggio Avanti).
Wśród modeli można wyróżnić trzy główne: mały z konwencjonalnym usterzeniem C90GT, średni z usterzeniem  w kształcie litery T B200 oraz największy również z tym samym typem usterzenia 350. Ceny nowych maszyn wahają się między 3 a 7 milionami USD.

## Historia
W maju 1963 r. Beechcraft rozpoczął loty testowe na pierwszym modelu King Air. Już 9 września 1964 r. pierwsza maszyna oznaczona jako Model 90 zeszła z taśmy produkcyjnej. Do końca 1968 dostarczono ponad 400 maszyn wyposażonych w silniki Pratt & Whitney PT-6A o mocy 500 KM.

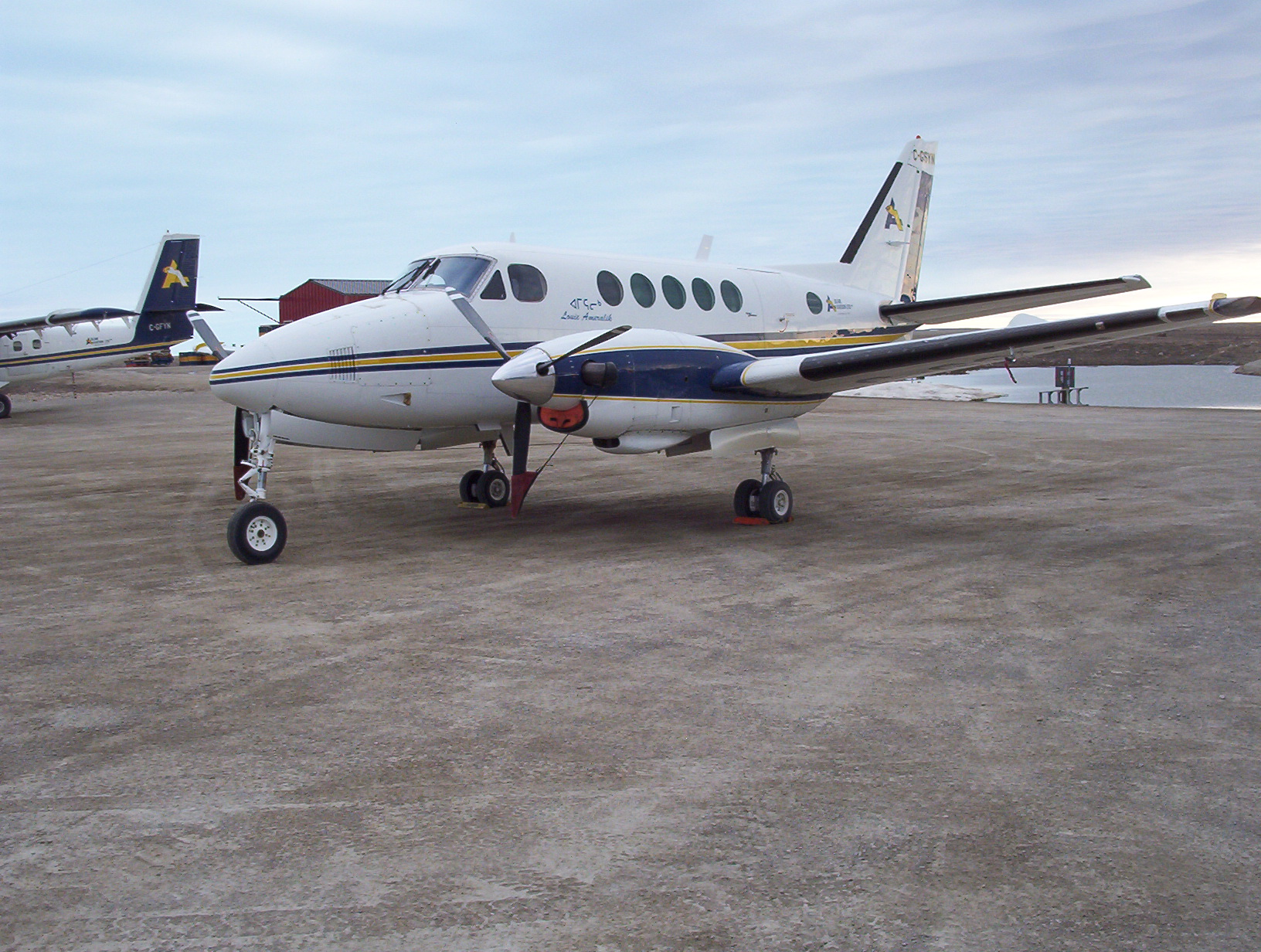
Beechcraft King Air Model 100

Następnie 23 maja 1969 został zaprezentowany Model 100, który miał większą kabinę niż poprzednik. Później serię 100 poszerzono o modele A100 przeznaczonego dla użytku wojskowego oraz B100 z silnikiem Garrett TFE331 o mocy 715 KM, który wybrano, ponieważ firma Pratt & Whitney nie mogła dostarczyć jednostki napędowej odpowiadającej stawianym wymaganiom. Serię 100 przestano produkować w 1984.
Późniejsze udoskonalanie serii 90 zaowocowało modelami takimi jak: A90, B90, C90, C90-1, C90A, C90B, C90SE, C90GT, E90, F90 i F90-1. Linia „F” posiadała usterzenie w kształcie litery T, podobnie jak Model 200. Inne różnice były mało znaczące, oprócz silników stosowanych
jako jednostki napędowe.
W lipcu 2005 na pokazach lotniczych w Oshkosh Beechcraft zaprezentował C90GT. Jest to mocniejsza wersja C90B, która ją zastąpiła. Samolot używa silników PT6A-135A o mocy 750 KM. Silnik ten charakteryzuje się zwiększoną wydajnością podczas lotów w czasie niskich temperatur, wyższą prędkością przelotu i prędkością wznoszenia. Osiągając 275 węzłów C90GT może konkurować z lekkimi odrzutowcami nowej generacji na krótkich i średnich dystansach, oferując znacznie przestronniejszą i wygodniejszą kabinę.
Popyt na modele o większe niż 90 i 100 spowodował stworzenie Super King Air 200, zarejestrowanego w 1973 z silnikiem PT-6A-41 o mocy 850 KM. W 1980 do produkcji wszedł ulepszony model B200 z silnikiem PT-6A-42 (bardziej wydajnym wariantem wcześniejszego -41), produkuje się go do dzisiaj jako King Air B200 (przydomek „Super” został odrzucony w 1996). Ponieważ B200 jest większy niż serie 90 i 100 otrzymał on usterzenie w kształcie „T” w celu zwiększenia powierzchni nośnej.
Seria 200 stała się tak popularna, że wkrótce Beechcraft zaczął pracować nad jego następcą. Wstępnie nazwano go Super King Air 300. W stosunku do B200 znacznie poprawiono aerodynamikę oraz wykorzystano w nim znacznie silniejsze silniki niż w poprzedniku (PT-6A-60A o mocy 1050 KM). Loty testowe samolotu rozpoczęły się w 1982. W 1988 rozpoczęto prace nad zastąpieniem tego modelu wskutek czego otrzymano Super King Air 350, który był przede wszystkim dłuższy o niemal metr. Zaprezentowany on został w 1989 i jest sprzedawany do dzisiaj (również bez przydomku „Super”).
24 czerwca 1996 z taśmy produkcyjnej zszedł pięciotysięczny King Air.

### Air Force One

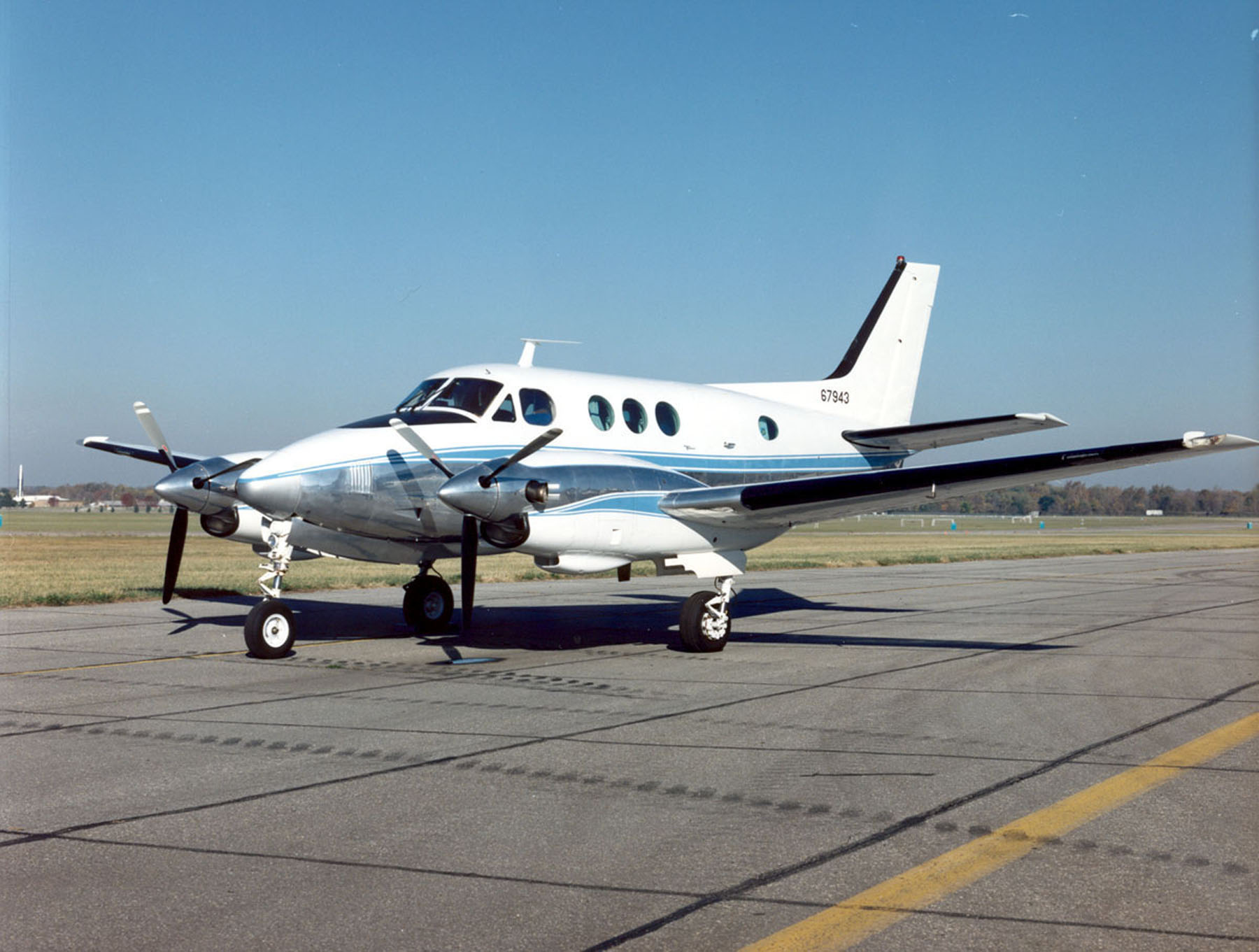
VC-6A używany jako Air Force One

Podczas kadencji prezydenta USA Lyndona Johnsona samolot ten, model B90 USAF używało do transportowania Johnsona między Bazą Lotniczą Bergstrom a rodzinną posiadłością w pobliżu Johnson City (Teksas). Kiedy prezydent znajdował się na pokładzie maszyna otrzymywała kryptonim Air Force One.

## Operatorzy wojskowi
Samoloty z rodziny King Air wchodzą w skład uzbrojenia w armiach wielu państw takich jak:
Algieria, Angola, Arabia Saudyjska, Argentyna, Australia, Boliwia, Chile, Ekwador, Grecja, Gwatemala, Gujana, Hiszpania, Hongkong, Indonezja, Irlandia, Izrael, Jamajka, Japonia, Kolumbia, Korea Południowa, Malezja, Meksyk, Maroko, Nowa Zelandia, Paragwaj, Peru, Sri Lanka, Szwajcaria, Szwecja, Tajlandia, Turcja, Urugwaj, USA (USAF, US Army, US Marine Corps, US Navy), Wielka Brytania (RAF), Wybrzeże Kości Słoniowej.

## Dane techniczne
|                                    | King Air C90GTx                      | King Air 250                       | King Air 350i                       | King Air 350ER                      |
| ---------------------------------- | ------------------------------------ | ---------------------------------- | ----------------------------------- | ----------------------------------- |
| Długość                            | 10,82 m                              | 13,36 m                            | 14,22 m                             | 14,22 m                             |
| Wysokość                           | 4,34 m                               | 4,52 m                             | 4,37 m                              | 4,37 m                              |
| Rozpiętość                         | 16,36 m                              | 17,65 m                            | 17,65 m                             | 17,65 m                             |
| Maksymalna masa startowa MTOW      | 5756 kg                              | 5670 kg                            | 6804 kg                             | 7484 kg                             |
| Liczba miejsc                      | 8                                    | 10                                 | 11                                  | 9                                   |
| Silniki                            | 2 × Pratt & Whitney Canada PT6A-135A | 2 × Pratt & Whitney Canada PT6A-52 | 2 × Pratt & Whitney Canada PT6A-60A | 2 × Pratt & Whitney Canada PT6A-60A |
| Maksymalna prędkość przelotowa     | 504 km/h                             | 574 km/h                           | 578 km/h                            | 561 km/h                            |
| Zasięg                             | 2334 km                              | 3197 km                            | 3319 km                             | 4960 km                             |
| Rozbieg                            | 605 m                                | 643 m                              | 1006 m                              | 1237 m                              |
| Dobieg                             | 640 m                                | 867 m                              | 821 m                               | –                                   |
| Pułap operacyjny (service ceiling) | 9144 m                               | 10668 m                            | 10668 m                             | 10668 m                             |